# Mayer (Minnesota)
Mayer è un comune degli Stati Uniti d'America, situato nello Stato del Minnesota, nella Contea di Carver.